# Henry Draper
Henry Draper (født 7. marts 1837, død 20. november 1882) var en amerikansk (USA) læge og astronom.
Henry Drapers far, John William Draper, var en dygtig læge, kemiker, botaniker og professor ved New York University; faderen var også den første, som fotograferede Månen gennem et astronomisk teleskop, i vinteren 1839-1840..

Drapers mor var Antonia Coetana de Paiva Pereira Gardner, datter af den brasilianske kejsers livlæge.
Henry Draper dimitterede fra New York University medical school i 1857 i en alder af kun 20 år.
Han arbejdede først som læge på Bellevue Hospital, og senere som både professor og "dean of medicine" (fakultetsleder) ved New York University (NYU). I 1867 giftede han sig med Anna Mary Palmer, som var en velhavende og prominent kvinde fra "selskabslivet".

Draper var en af foregangsmændene i brugen af astrofotografi. Han optog det første stjernespektrum, som viste absorptionslinjer i 1872.

Han var leder af en ekspedition med det formål at fotografere Venus-passagen i 1874, og var desuden den første, som fotograferede Oriontågen, den 30 september 1880 med sin 28 cm (11 tommer) fotografiske refraktor fremstillet af Clark Brothers, hvormed han lavede en 50-minutters optagelse.

Han blev tildelt adskillige priser for sine videnskabelige aktiviteter, heriblandt honorære juragrader fra NYU og University of Wisconsin-Madison, en Congressional medal for at lede USAs ekspedition, som fotograferede Venus-passagen i 1874, ligesom han blev indvalgt som medlem af både National Academy of Sciences og Astronomische Gesellschaft.
Herudover var han medlem af såvel American Photographic Society, American Philosophical Society, American Academy of Arts and Sciences og American Association for the Advancement of Science.
Efter hans alt for tidlige død, i en alder af kun 45 år, af dobbeltsidig lungehindebetændelse, indstiftede enken, Anna Mary Draper, "Henry Draper Medaljen" som belønning for fremragende bidrag indenfor astrofysik, ligesom hun finansierede et astronomisk teleskop, som blev benyttet til arbejdet med at udfærdige The Henry Draper Catalog over stjernespektre.
Dette – nu historiske – Henry Draper teleskop kan nu beses i Torun Center for Astronomi på Nicolaus Copernicus Universitetet i Piwnice i Polen.
Det lille Draper krater på Månen er opkaldt til ære for Henry Draper.